# Мэйджорс, Александр

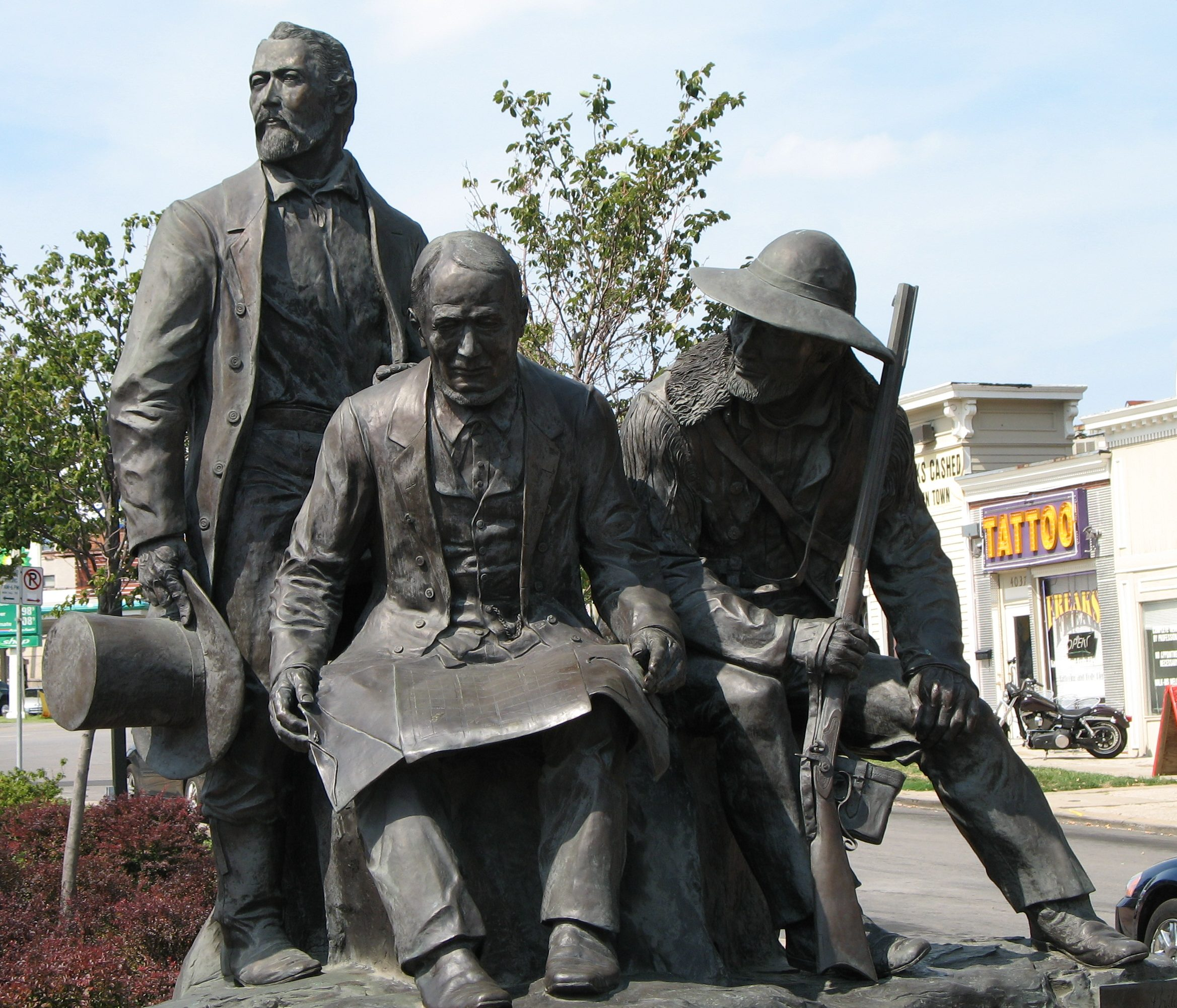
Памятник «Пионеры» в Канзас-Сити. Александр Мейджорс (слева), Джон Кэлвин Маккой (в центре) и Джим Бриджер (справа)

Александр Мейджорс (англ. Alexander Majors; 4 октября 1814, Франклин, Кентукки — 13 января 1900, Чикаго, Иллинойс) — американский предприниматель, один из основателей почтовой службы «Пони-экспресс» (1860—1861).

## Биография
В 1848 году А. Мейджорс начал перевозить сухопутные грузы по тропе Санта-Фе. При первой же перевозке установил новый рекорд времени: расстояние в 1564 мили (2500 км) преодолел за 92 дня. Позже он расширил бизнес, наняв около 4000 человек, в том числе 15-летнего Уильяма Фредерика Коди, позже известного, как Баффало Билл.
В 1853 году А. Мейджорс заключил контракты на перевозку грузов в форты армии США вдоль тропы Санта-Фе.
Создал склады в Канзас-Сити, которые стали центральной базой поставки говядины на восточное побережье и Средний Запад штатов.
В 1854 году А. Мейджорс объединился с Уильямом Б. Уодделлом (англ. William B. Waddell) и Уильямом Расселлом (англ. William Hepburn Russell). Мейджорс отвечал за грузоперевозки, Уодделл взял на себя управление офисом, а Рассел, используя свои контакты в Вашингтоне, должен был обеспечить заключение новых контрактов. Изначально фирма называлась «Мейджорс и Рассел». В 1850-х годах их фирма превратилась в крупное предприятие «Russell, Majors и Waddell», которое способствовало росту города Канзас-Сити.
В 1860 году А. Мейджорс вместе с Бенджамином Фиклином (Benjamin Franklin Ficklin), управляющим маршрутами компании «Russell, Majors and Waddell» и Уильямом Расселлом (англ. William Hepburn Russell) основал «Пони-экспресс», почтовую службу американской курьерской компании XIX века Central Overland California and Pikes Peak Express Company, поддерживавшей конную почту в Северной Америке. Основной задачей службы была доставка почты от Атлантического океана (из Сент-Джозефа, Миссури) до Тихого океана (в Сакраменто) за 10 дней.
После постройки в 1861 году Первого трансконтинентального телеграфа их компания обанкротилась. А. Мейджорс продолжал перевозить грузы в города, которые ещё не обслуживались железной дорогой.
К 1865 году А. Мейджорс распродал всё своё имущество и переехал в Колорадо. Там, 30 лет спустя, его старого и больного, живущего в бедности, нашёл бывший сотрудник «Пони-экспресс», Баффало Билл. Он помог А. Мейджорсу, взяв его в популярное шоу «Дикий Запад», воссоздающее картины из быта индейцев и ковбоев. Мэйджорс некоторое время жил на Ранчо Скаутов Баффало Билла в Норт-Платте, штат Небраска.
Умер в Чикаго. Похоронен на кладбище города Канзас-Сити.

## Память
- Изображён на памятнике «Пионеры» в Канзас-Сити.